# Ендрю Молоні
Ендрю Молоні (англ. Andrew Moloney; 10 січня 1991, Мельбурн) — австралійський професійний боксер, «тимчасовий» чемпіон світу за версією WBA (2019-2020) у другій найлегшій вазі.

## Аматорська кар'єра
На чемпіонаті світу 2009 програв у першому бою Фернандо Мартінесу (Аргентина).
На Іграх Співдружності 2010 програв у другому бою Педді Барнсу (Північна Ірландія).
На чемпіонаті світу 2011 програв у першому бою Георгію Чигаєву (Україна).
На чемпіонаті світу 2013 програв у другому бою Ільясу Сулейменову (Казахстан).
На Іграх Співдружності 2014 переміг чотирьох суперників, у тому числі Мухаммеда Васіма (Пакистан), і став переможцем.

## Професіональна кар'єра
15 листопада 2019 року в бою за титул «тимчасового» чемпіона WBA у другій найлегшій вазі переміг Елтона Дхаррі (Гаяна). Після того, як Роман Гонсалес виграв свій бій проти Халіда Яфая за титул  WBA (Regular), а згодом був підвищений до звання WBA Super, Молоні був підвищений до звання WBA (Regular).

### Молоні проти Франко
23 червня 2020 року зустрівся в бою з Джошуа Франко (США) і програв одностайним рішенням суддів через нокдаун, в який Франко надіслав австралійця в одинадцятому раунді: якби не було нокдауну, бій мав завершитися нічиєю, яка б зберегла титул за Молоні.
14 листопада 2020 року бійці провели негайний реванш, який був визнаний таким, що не відбувся, після того як лікар біля рингу зупинив бій на початку третього раунду через пухлину навколо правого ока Франка, яка, за словами рефері, виникла внаслідок удару головою.
14 серпня 2021 року Франко і Молоні провели третій бій, і Франко здобув перемогу одностайним рішенням суддів.
Після другої поразки від Франко Молоні провів чотири переможних боя, здобувши в останньому титул WBO International.
20 травня 2023 року вийшов на бій за вакантний титул WBO в другій найлегшій вазі проти Накатані Юнто (Японія) і, тричі по ходу бою побувавши в нокдауні, був брутально нокаутований суперником в дванадцятому раунді.
12 травня 2024 року вийшов на бій за вакантний титул «тимчасового» чемпіона WBC в другій найлегшій вазі проти Педро Гевари (Мексика) і зазнав поразки розділеним рішенням.

### Таблиця боїв
| 27 Перемог (17 нокаутом, 10 за рішенням суддів), 4 Поразки (1 нокаутом, 3 за рішенням суддів), 1 Не відбувся |          |                      |        |            |                   |                                                | |
| Результат | Рекорд   | Суперник             | Спосіб | Раунд, час | Дата              | Місце проведення                               | Примітки |
| Перемога | 27-4 (1) | Джакравут Маджунгоен | KO     | 3 (10)     | 15 грудня 2024    | Melbourne Pavilion, Мельбурн                   | |
| Поразка | 26-4 (1) | Педро Гевара         | SD     | 12         | 12 травня 2024    | Perth Arena, Перт                              | Бій за вакантний титул «тимчасового» чемпіона світу за версією WBC у другій найлегшій вазі.                                                                       |
| Перемога | 26-3 (1) | Джаді Флорес         | UD     | 10         | 9 грудня 2023     | Pullman Hotel, Мельбурн                        | Завоював вакантний титул WBO Global у другій найлегшій вазі. |
| Поразка | 25-3 (1) | Накатані Дзюнто      | KO     | 12 (12)    | 20 травня 2023    | MGM Grand, Лас-Вегас, Невада                   | Бій за вакантний титул чемпіона світу за версією WBO у другій найлегшій вазі.                                                                                     |
| Перемога | 25-2 (1) | Норбельто Хіменес    | UD     | 10         | 16 жовтня 2022    | Rod Laver Arena, Мельбурн                      | Завоював вакантний титул WBO International у другій найлегшій вазі.                                                                                               |
| Перемога | 24-2 (1) | Александер Еспіноса  | RTD    | 2 (8)      | 5 червня 2022     | Marvel Stadium, Мельбурн                       | |
| Перемога | 23-2 (1) | Джилберто Мендоса    | KO     | 8 (8)      | 9 квітня 2022     | OC Fair & Event Center, Коста-Меса, Каліфорнія | |
| Перемога | 22-2 (1) | Флоріан Салудар      | UD     | 10         | 21 грудня 2021    | The Star, Сідней                               | Завоював вакантний титул WBO Oriental у другій найлегшій вазі. |
| Поразка | 21-2 (1) | Джошуа Франко        | UD     | 12         | 14 серпня 2021    | Hard Rock Hotel & Casino, Талса, Оклахома      | Бій за титул «регулярного» чемпіона WBA (Regular) у другій найлегшій вазі.                                                                                        |
| Не відбувся                                                                                                  | 21-1 (1) | Джошуа Франко        | UD     | 12         | 14 листопада 2020 | MGM Grand Conference Center, Парадайз, Невада  | Бій за титул «регулярного» чемпіона WBA (Regular) у другій найлегшій вазі. Лікар зупинив бій на початку третього раунду через пухлину навколо правого ока Франка. |
| Поразка | 21-1     | Джошуа Франко        | UD     | 12         | 23 червня 2020    | MGM Grand Conference Center, Парадайз, Невада  | Втратив титул «регулярного» чемпіона WBA (Regular) у другій найлегшій вазі.                                                                                       |